# Crassispira apicata
Crassispira apicata é uma espécie de gastrópode do gênero Crassispira, pertencente à família Pseudomelatomidae.